# Una (rivier in Brazilië)
De Una is een rivier in Braziliaanse deelstaat Pernambuco. Ze wordt gezien als een van de belangrijkste rivieren van de deelstaat.

## Stroomgebied
De Una ontspringt in de gemeente Capoeiras, in de Serra da Boa Vista die deel uitmaakt van het Borboremaplateau. Daarna stroomt ze door 42 gemeenten (het teken ° geeft aan dat de rivier door de hoofdplaats van de gemeente stroomt):
| - Agrestina - Água Preta° - Altinho° - Barra de Guabiraba - Barreiros° - Belém de Maria - Bezerros - Bonito - Cachoeirinha° - Caetés - Calçado - Camocim de São Félix - Canhotinho - Capoeiras° | - Caruaru - Catende - Cupira - Gameleira - Ibirajuba - Jaqueira - Joaquim Nabuco - Jucati - Jupi - Jurema - Lagoa dos Gatos - Lajedo - Maraial - Palmares° | - Panelas - Pesqueira - Quipapá - Rio Formoso - Sanharó - São Benedito do Sul - São Bento do Una° - São Caetano - São Joaquim do Monte - São José da Coroa Grande - Tacaimbó - Tamandaré - Venturosa - Xexéu |

De Una stroomt ten slotte in de Atlantische Oceaan in de plaats Várzea do Una in de gemeente São José da Coroa Grande.
Tot de plaats Altina staat de rivier een deel van het jaar droog. Het stroomgebied heeft de vorm van een ruit, met zijden van 240 en 40 kilometer. In de gemeente Água Preta vormt de rivier de waterval Cachoeira dos Martins.

## Zijrivieren
De belangrijkste zijrivier is de Piranji die zich bij de plaats Palmares langs de rechteroever bij de Una voegt. Andere zijrivieren zijn:
Linkeroever
- Camevou
- Rio Verde
- Rio Preto

Deze voegen zich in de gemeente Bonito bij de Una.
Rechteroever
- Parnaso
- Riacho dos Cachorros

## Gebruik
In de Una bevinden zich 6 waterkrachtcentrales. Verder is de rivier vooral belangrijk voor de watervoorziening, voor de huishoudens en voor de suikerrietplantages.
De rivier is vervuild, door huisafval, industrieel afval en bestrijdingsmiddelen uit de suikerrietteelt. Tevens wordt het gebied rond de rivier sterk ontbost, wat uitdroging van de rivier tot gevolg heeft. In december 2002 hebben de overheid en sociale organisaties hebben het Comitê da Bacia Hidrográfica do Rio Una ("Comité voor het Hydrografische Bekken van de Una") opgericht om te proberen de rivier te beschermen.

## Overstromingen in 2010
In 2010 zijn er overstromingen geweest, die met name vernielingen hebben aangericht in Palmares, Catende, Água Preta e Barreiros. In Palmares is een brug over de Una deels ingestort, waardoor de belangrijke verkeersweg BR-101 onderbroken is geweest.

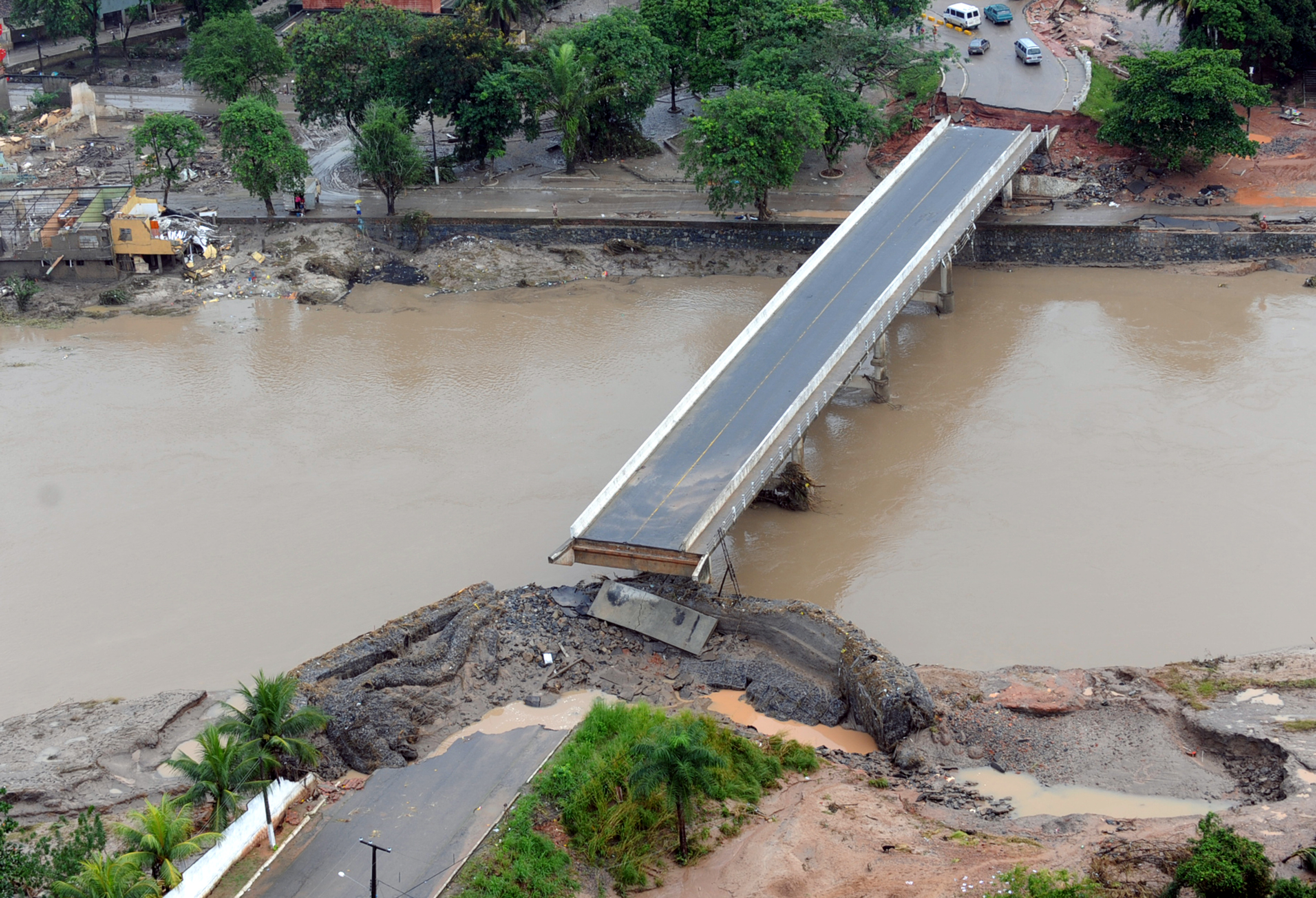
Ingestorte brug bij Palmares